# 廣隆寺

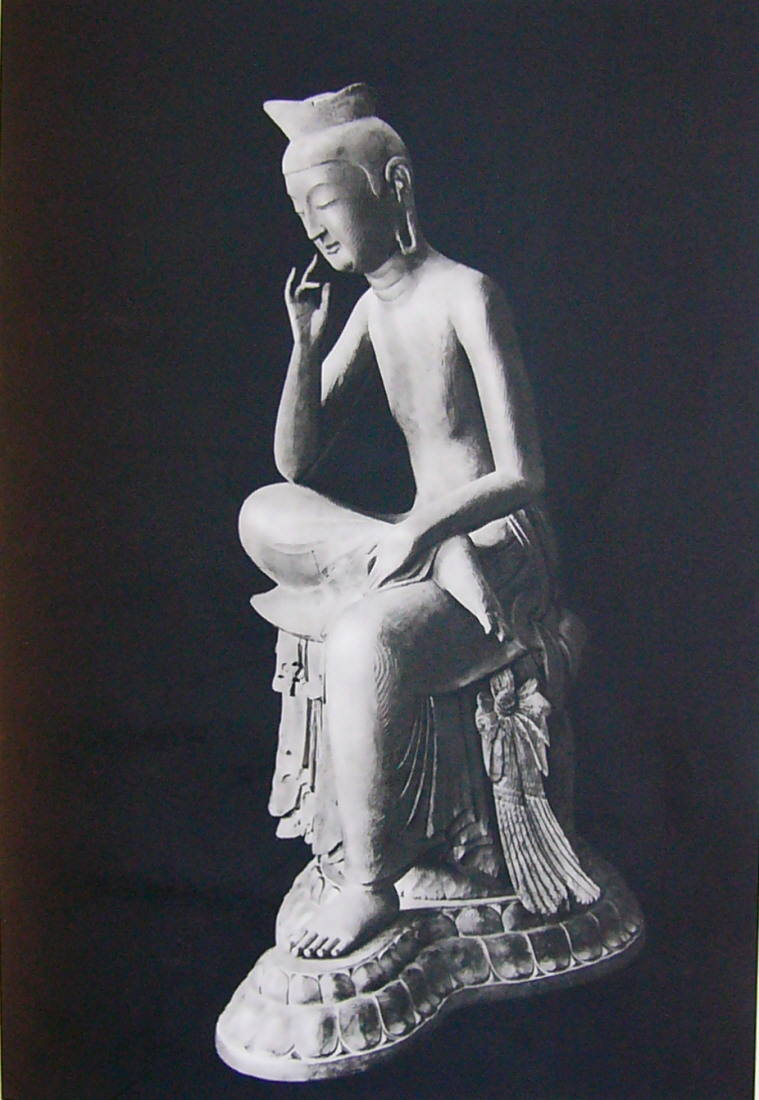
彌勒菩薩半跏像

廣隆寺（こうりゅうじ）是位在日本京都府京都市右京區的真言宗系單立寺院。山號「蜂岡山」（はちおかさん）。本尊聖德太子，開基（創立者）為秦河勝，是渡來人氏族秦氏的氏寺。聖德太子建立七大寺之一，是遷都平安京以前就存在的京都最古的寺院。收藏國寶彌勒菩薩半跏像而廣為人知。毎年舉行的牛祭是京都三大奇祭之一。別稱蜂岡寺、秦公寺、太秦寺。

## 關連項目
- 由岐神社（鞍馬之火祭）、今宮神社（夜須禮祭） - 京都三大奇祭